# Tina Gustafsson
Pour les articles homonymes, voir Gustafsson.
Tina Isabel Gustafsson, née le 30 septembre 1962 à Norrköping, est une nageuse suédoise.

## Carrière
Elle participe aux Jeux olympiques d'été de 1980 à Moscou ; elle remporte une médaille d'argent au relais 4x100 mètres nage libre, termine quatrième de la finale du relais 4x100 mètres quatre nages et est éliminée en séries du 200 mètres nage libre.